# Cloeodes excogitatus
Cloeodes excogitatus is een haft uit de familie Baetidae. De wetenschappelijke naam van de soort werd voor het eerst geldig gepubliceerd in 1987 door Waltz en McCafferty.
De soort komt voor in het Nearctisch gebied en het Neotropisch gebied.